# Пошедін Максим Віталійович
Макси́м Віта́лійович Поше́дін (1990—2014) — рядовий міліції, Міністерство внутрішніх справ України, батальйон «Дніпро», учасник російсько-української війни. Кавалер ордена «За мужність».

## Життєпис
Народився 1990 року в місті Жовті Води, де і проживав. Тренер з бойового гопака, рівень майстерності «Сокіл». Чемпіон України з бойового гопака в — розділах «Забава» та «Борня» серед «Соколів» — 2010 рік, чемпіон Дніпропетровської області з паверліфтингу.
29 серпня 2014-го зв'язок з ним урвався при виході з Іловайського котла.
14 листопада 2014 року за особисту мужність і героїзм, виявлені у захисті державного суверенітету та територіальної цілісності України, вірність військовій присязі під час російсько-української війни, відзначений — нагороджений орденом «За мужність» III ступеня (посмертно).
Вважався зниклим безвісти. Похований у місті Дніпро на Краснопільському цвинтарі як тимчасово невстановлений вояк, ділянка № 79. Ідентифікований за експертизою ДНК.
Залишилися батьки та молодша сестра.

## Нагороди і вшанування пам'яті
- Орден «За мужність» III ступеня (посмертно)[2]
- Вулиця Максима Пошедіна — вулиця у Жовтих Водах[3][4].
- Вшановується 29 серпня на щоденному ранковому церемоніалі вшанування українських захисників, які загинули цього дня у різні роки внаслідок російської збройної агресії[5]
- Його портрет розміщений на меморіалі «Стіна пам'яті полеглих за Україну» у Києві: секція 3, ряд 10, місце 21
- Іловайський Хрест (посмертно)